# Le Tango (boîte de nuit)
Pour les articles homonymes, voir Tango.
Le Tango, surnommé La Boîte à frissons, est une boîte de nuit gay située 11-13 rue au Maire dans le 3e arrondissement de Paris.

## Histoire

### Origines

#### Cabaret
En 1725, à l’emplacement du n°13, est créé un cabaret,, « Au Roi-de-Sardaigne ».
Une barricade est érigée à ce niveau pendant la révolution de 1848. Dans les années 1870-1880, le lieu devient un débit de boisson, tenu par Camille Horel.  En 1891, ce dernier vend la salle à un cabaretier aveyronnais (bougnat), Léon Chanal,.

#### Bal-musette auvergnat
La salle actuelle est une ancienne guinguette créée en 1896, qui fut en 1895 le premier siège social d'une union corporatiste de bal musette et de musiciens auvergnats, la Cabrette. Il s'agissait de défendre leurs intérêts contre des patrons de bal-musette qui commençaient à recruter des accordéonistes d'origine italienne,,. Le bal-musette ouvre officiellement le 31 décembre 1896 et bénéficie de la collaboration du cabrettaïre Laurens, populaire à l'époque. La première année, il n'est ouvert que le dimanche et les jours de fête mais devant son succès, on ajoute à partir du 1er février 1897 le jeudi et le samedi soir. La clientèle est alors essentiellement auvergnate.
Des réunions corporatistes de Parisiens (notamment originaires du Massif central) y ont également lieu, comme le syndicat des brocanteurs et chineurs, les compagnons boulangers, l'association des gardiens de cimetières, les allumeurs de réverbères ou encore les colombophiles. Léon Chanal poursuit également sa collaboration avec La Cabrette. En novembre 1903, un hôtel est rajouté et le bal peut ouvrir le matin le dimanche et les jours de fête. En 1908, Léon Chanal vend son entreprise à Jean Gailhac et son épouse – née Vassade –, un jeune couple originaire du Cantal. Pendant 70 ans, eux et leurs descendants dirigent le bal. En 1919, lors d'une réunion chez Jean Gailhac, les patrons de bal musette sont informés par le ministère de l'Intérieur qu'ils peuvent rouvrir leurs établissements, fermés depuis 1914.
Au début des années 1920, le bal continue à être fréquenté par des Auvergnats. L'écrivain André Warnod note qu'il s'agit d'« une grande salle, des tables, des bancs, des garçons qui s'empressent, une foule joviale, des soldats en permission, un orchestre bruyant. Quand nous entrons, on danse la bourrée, les bras se lèvent et s'abaissent, les danseurs pivotent, glissent, se croisent. Nous sommes au Café du Roi de Sardaigne qui porte sur sa façade une des plus vieilles enseignes de Paris »,.
Comme dans la plupart des établissements parisiens d'origine auvergnate, la musique évolue et s'offre à la nouveauté, la clientèle devenant parisienne et populaire. La valse, la java, le tango, le paso-doble, le fox-trot puis la rumba sont prisés. La piste de danse devient paraffinée et une boule prismatique déverse des paillettes multicolores. L'établissement change alors de nom et devient Le Tango.

### Années 1980
En 1975, la famille Gailhac vend Le Tango à Marie Biéda. Cette dernière garde un orchestre musette jusqu'en 1981 afin de perpétuer l'esprit des lieux. Elle embauche ensuite Serge Kruger, qui fait évoluer le Tango en discothèque, bien que le musette perdure en matinée le week-end.
En 1981 donc, Serge Kruger (fondateur de radio Tchatche et qui avait collaboré avec Fabrice Emaer pour le Palace) y organise des soirées salsa ou de musique caraïbe et africaine, qui font alors concurrence aux Bains-Douches. Le public est majoritairement composé de Noirs et de Latinos, ainsi que d'un public branché : « Les vendredis et samedis soir au Tango, il y avait toujours 600 personnes entassées par 40 degrés, c’était sublime, tout le monde dansait et riait, jamais une bagarre. Les quelques célébrités qui passaient fuyaient, l’endroit ne vous procurait aucune valorisation sociale, on n’était pas là pour se montrer ». Après la vente du bâtiment par Marie Biéda et de nouveaux projets, Serge Kruger quitte Le Tango en 1992. Par la suite, les matinées musette sont maintenues quelque temps, avec la nuit des musiques modernes afro-latine, groove, funk et soul.

### Club gay
Par la suite, la clientèle, notamment noire, déserte Le Tango. En 1995, Hervé Latapie, professeur et activiste gay, découvre les lieux : « J’avais lancé l’idée d’un bal gay musette auprès du Centre gay et lesbien où je militais. La moitié des gens m’avait presque craché dessus, les autres, comme moi, en avaient ras le bol de la déferlante techno et étaient heureux de renouer ave cette vieille tradition des bals interlopes. Au même moment se lançaient d’ailleurs le bal de l’Élysée Montmartre ou les Follivores, l’envie d’une convivialité, de chanson française, de musette, du ringard et du pas ringard, mais pas de techno ». Il prend officiellement la direction du club en 1997. Le Tango vise à se situer en marge de la tendance contemporaine : « Le Paris gay s’est uniformisé, les décibels à outrance, les fantasmes sur papier glacé et des formes de sectarisme : filles d’un côté, garçons de l’autre, plus de 35 ans non musclés non admis, intégrisme musical techno… ».
Le Tango a pour spécialité de ne jamais passer de techno ou de musique électronique. La musique française, le disco et la pop-rock composent donc la play-list des soirées. Il cultive son image de club décontracté et volontiers « provincial » : la sonorisation n'y est pas très élevée afin que les clients puissent se parler autour de la piste, la décoration est datée et volontairement kitsch (à part l'installation récente d'un fumoir), le DJ passe les disques à la demande et la sophistication vestimentaire ne constitue pas un critère de choix à l'entrée de la boîte. Le Nouvel Observateur regrettait toutefois, en 2008, « l'accueil pas toujours très chaleureux à l'entrée ». En 2021, Têtu évoque au contraire « un lieu que les habitués résum[ent] à "un endroit sympa où personne ne se prend la tête et où on peut discuter avec des gens sans être jugé" ».
La clientèle du Tango est majoritairement LGBT. L'établissement accueille également des hétérosexuels, s'ils viennent accompagnés et s'ils ne manifestent aucun comportement homophobe. La clientèle du Tango s'est relativement élargie au cours des dernières années et l'on assiste à un rajeunissement de ses membres même si tous les âges y sont acceptés. Paradoxalement, le club bénéficie de son image un peu « ringarde » ou provinciale, qu'elle cultive volontiers, marquée par « son décor pittoresque avec son dancefloor en parquet et ses rideaux rouges [...], une atmosphère aux antipodes d'autres boîtes plus in mais plus impressionnantes » note Têtu.
L'établissement ouvre du vendredi au dimanche soir. La première partie de la soirée (avant minuit) est un bal, où l'on pratique la danse de salon. Ce concept de « gay musette » date de 1997. Après minuit, la musique change et le club devient un endroit où l'on danse sur des musiques plus modernes (variétés, pop, soul, funk). Des shows et animations sont organisés régulièrement dans l'établissement (spectacle de travestis, strip-tease masculins comme féminins, lectures, débats, chorales, etc.).
Fermé comme toutes les boîtes de nuit durant la pandémie de Covid-19, le club annonce le 8 janvier 2021 sa mise en vente, son directeur dénonçant des aides financières insuffisantes de la part de l'État. Il s'agissait de l'un des plus vieux dancing de la capitale. Néanmoins, la ville de Paris n'exclut pas de préempter l'immeuble. Pour Libération, la fermeture de cette boîte de nuit d'un Marais « confiné et gentrifié » signe le « dernier acte d'une dévitalisation, accélérée par la crise sanitaire, du quartier investi par la communauté homosexuelle depuis les années 1980 ».
Finalement, en septembre de la même année, la municipalité rachète l'édifice : la boîte de nuit sera maintenue et des logements sociaux seront aménagés dans les étages. En parallèle se forme le collectif Le Tango 3.0, une association rassemblant 350 personnes voulant donner plus de place aux associations dans le futur du lieu.
Le Tango rouvre finalement le 10 mars 2023,.

## Au cinéma
Le Tango apparaît dans le film d'Alex Lutz Le Talent de mes amis (2015).